# Samjang-myeon
Samjang-myeon (koreanska: 삼장면) är en socken i den södra delen av Sydkorea, 265 km söder om huvudstaden Seoul.  Den ligger i kommunen Sancheong-gun i provinsen Södra Gyeongsang.